# 2011年伊犁地震
43°36′N 82°24′E / 43.6°N 82.4°E
2011年伊犁地震是北京时间2011年11月1日8时21分，发生于中国新疆维吾尔自治区巩留县与尼勒克县交界处的Ms 6.0地震，震源深度约28公里。新疆北疆和南疆部分地区均有震感。8时22分（UTC+8），新源县与尼勒克县交界处（43°36′N 82°36′E / 43.6°N 82.6°E）发生4.1级余震。

## 官方反应
新疆地震局称，副局长张勇率领第一批10人组成的现场工作队赶赴震区开展应急工作。相关地震工作单位进入Ⅲ级应急响应状态。

## 相关
2003年，伊犁哈萨克自治州昭苏县曾发生6.1级地震。